# Izbet el Bourdj
Izbet el Bourdj (arabe : عزبة البرج ʿEzbet el-Borg , [ˈʕezbet elˈboɾɡ]) est une ville côtière du gouvernorat de Damiette, en Égypte. La commune se situe à 15 kilomètres au nord-est de Damiette, et à 210 kilomètres du Caire. Sa population est d'environ 70 000 habitants.